# Blue is the Colour
Blue is the Colour es una canción de fútbol asociada con el Chelsea Football Club de Inglaterra. Fue realizada por los jugadores del Chelsea en 1972 para la final de la Football League Cup que se disputó ese año, en donde el Chelsea fue derrotado 2-1 por el Stoke City. La canción fue lanzada bajo el sello de Penny Farthing Records, alcanzando el puesto #5 en el UK Singles Chart en marzo de 1972. El sencillo se ha convertido en uno de los más famosos y conocidos en el fútbol inglés. 
Los jugadores del Chelsea que participaron en la realización del sencillo fueron:
| - Tommy Baldwin - Peter Bonetti - Charlie Cooke - John Dempsey - Ron Harris - Marvin Hinton - John Hollins | - Peter Houseman - Alan Hudson - Steve Kember - Eddie McCreadie - Paddy Mulligan - Peter Osgood - David Webb |

Después de casi 40 años de que la canción fue lanzada, aún sigue siendo popular entre los aficionados del Chelsea.

## Otras versiones
El cantante checo František "Ringo" Čech hizo un cóver de la canción original, titulado "Zelená je tráva" —"Verde es el Césped"—, el cual se convirtió en himno popular del balompié en la antigua Checoslovaquia. Otra versión titulada "Green is the Colour" —no confundir con la canción de Pink Floyd— es el himno del Saskatchewan Roughriders, equipo de fútbol americano de la Canadian Football League.
La canción también ha sido traducida al idioma finlándes por Vexi Salmi, autor finlandés de varias canciones. Dicha versión es utilizada al comienzo de todos los partidos del HJK Helsinki, equipo de fútbol finlandés. Al igual que la versión original, la canción fue realizada por todos los jugadores del equipo y fue lanzada en 1973 —un año después que la versión original—. El título de la canción es "HOO-JII-KOO", aunque es mayormente conocida como "Taas kansa täyttää" —"Las Graderías están de nuevo Llenas"—, debido a que el primer verso de la canción comienza con esas palabras. La canción también fue modificada por el danés Flemming Anthony, titulándola "Rød-hvide farver" —Colores Rojo y Blanco—. Esta canción se convirtió en el himno de los aficionados de la Selección de fútbol de Dinamarca durante su participación en los Juegos Olímpicos de Múnich 1972.
El 1978, la canción fue regrabada con el título "White is the Colour" como himno del Vancouver Whitecaps, equipo de fútbol canadiense. La banda escocesa The Proclaimers regrabó la canción en 2002, cantándola en un concierto durante el medio tiempo de un partido.
Los aficionados del equipo de fútbol japonés Montedio Yamagata de la J2 League tomaron la versión original como el himno oficial del club, aunque con algunas variantes, como el uso de pausas diferentes. Así mismo, los aficionados del Molde FK de la Tippeligaen de Noruega también utilizan otra variante de la versión original, la cual se titula "Blått er vår farge" —"Blue is our Colour"—, aunque en su mayoría está alterada.